# 心理主義
心理主義（しんりしゅぎ、英: psychologism、独: Psychologismus）は、価値、真理、妥当性などの抽象概念を何らかの心理的作用として把握しようとする学問上の態度を意味する。これは、特定の思想というよりもむしろ、功利主義、唯物論、科学主義などのように形而上学的思弁的議論を好まない思想に広く見られる方法論のひとつである。哲学上の心理主義はフッサールなどが「論理・認識論的な考慮を払わず心理学的なものを重視しすぎる」と批判的に用いたことに始まる。
芸術上の心理主義は、人物の心理描写に重きを置く創作態度を指す。

## 心理主義の意義
心理主義は、多くの場合、実験や観察によって確定できない概念（価値、正しさなど）を実証可能なものとして扱うために採用される。確かに、「価値とは何か？」という議論を思弁的に行うよりも、「価値とは個々人の嗜好である」と定義して誰が何を嗜好するかを観察する方がずっと明快である。しかし、このような手法は、自然主義的誤謬などの哲学上の難問を伴うため、強い批判に晒されることが多い。

## 心理主義の具体例

### 価値に関する心理主義
価値に関する心理主義によれば、価値とは個々人の欲求すなわち「欲しいと思う気持ち」である。その帰結として、普遍的な価値は存在せず、価値は同一人物においてすら不断に変化し続けることになる。このような立場を徹底すると、「価値あるものが欲されるのではなく欲されたものが価値あるものである」という考え方に辿り付く。経済学や功利主義においては、しばしばこのような割り切った捉え方が見られる。

### 真理に関する心理主義
真理に関する心理主義によれば、真偽とは個々人の納得すなわち「尤もらしいと思う気持ち」である。この考え方によれば、時代や地域によって何が真であるかは変化する。

### 妥当性に関する心理主義
妥当性に関する心理主義によれば、妥当性とは個々人の服従意欲すなわち「従いたいと思う気持ち」である。ある法が妥当かどうかは、その社会で生活する法の人々がどれくらいその法に従いたいかを調査すればよい。これは北欧リアリズム法学に代表される考え方である。

### 道徳教育における心理主義
戦後の日本の道徳教育では、読み物資料と呼ばれる副読本などの教材を用いた登場人物の気持ちを理解・想像させる形の授業が行われている場合が多い。ここでは、「問題を個人の内面・心理に還元」する立場が心理主義であるとされる。この傾向は、文部科学省が全国の小・中学校に無償配布した『心のノート』において顕著である。
これは戦前の修身科教育における徳目主義による徳目の押し付けへの批判や、『中学校学習指導要領』の「第3章道徳 第1 目標」で「道徳的な心情、判断力、実践意欲と態度などの道徳性を養う」ことが目標とされていることが影響している。
こうした傾向に批判する意見もあり、金沢大学教授の松下良平は著書『知ることの力－心情主義の道徳教育を超えて』において、「気持ちを問う」道徳教育を、道徳は偽善だという考えを子どもたちに植え付けかねないと指摘している。